# The Shrouds
The Shrouds es una película de terror, dirigida por David Cronenberg. Cuenta con un elenco que incluye a Diane Kruger, Vincent Cassel y Guy Pearce.

## Sinopsis
Descrita como "la película más personal" de Cronenberg, Cassel interpreta a Karsh, un viudo afligido que construye un dispositivo innovador para ayudar a las personas a conectarse con los muertos.

## Reparto
- Vincent Cassel como Karsh
- Diana Kruger
- Guy Pearce
- Sandrine Holt
- Elizabeth Saunders como Gray Foner
- Jennifer Dale como Myrna Slotnik
- Eric Weinthal como Dr. Hofstra
- Steve Switzman como el Dr. Jerry Eckler

## Producción
El concepto se estableció originalmente como una serie de Netflix, con Cronenberg escribiendo dos episodios antes de que la compañía cancelara los planes. Cronenberg ha dicho que la película es muy "personal" y "autobiográfica".
Saïd Ben Saïd y Martin Katz producen a través de Prospero Pictures y SBS International junto al coproductor Steve Solomos. El director de fotografía Douglas Koch trabaja junto al director de arte Jason Clarke y la diseñadora de producción Carol Spier.

### Casting
El proyecto se anunció por primera vez en mayo de 2022, con Vincent Cassel como protagonista. En septiembre de 2022, Léa Seydoux se unió al elenco. En abril de 2023, Diane Kruger reemplazó a Lea Seydoux y Guy Pearce se unió al elenco. Ese mes, Sandrine Holt también se unió al elenco.

### Rodaje
La fotografía principal comenzó el 8 de mayo de 2023 en Toronto, Canadá. El rodaje concluyó el 19 de junio de 2023.